# Кантер, Леонид Виленович
Леонид Виленович Кантер (укр. Леонід Віленовіч Кантер; 27 июля 1981, Киев, Украинская ССР, СССР — 4 июня 2018, Обирки, Черниговская область, Украина) — украинский кинорежиссёр-документалист, продюсер, тележурналист и писатель. Автор нескольких документальных фильмов о Вооружённом конфликте на востоке Украины, в том числе соавтор документального фильма Миф.

## Биография
Леонид Кантер родился 27 июля 1981 года в Киеве. Детство и юность провёл там же. В 1998 году окончил Киевский Естественно-научный лицей № 145. В 2002 году окончил Киевский национальный университет театра, кино и телевидения имени И. К. Карпенко-Карого. C 1999 года работал на телевидении Украины.
В 2003 году основал свою первую киностудию «ЛизардФилмс», на которой было снято более 50 короткометражных фильмов и несколько полнометражных документальных картин.
В 2004—2007 годах преподавал в КНУТКиТ им. И. К. Карпенко-Карого.
В 2007 году основал сообщество художников «хутор Обирки».
В 2010-е годы выступал за создание заповедника в районе Обирок, однако безуспешно.
Активно поддерживал Евромайдан. В марте 2014 года посетил аннексированный Россией Крым
Около 22:00 по местному времени 4 июня 2018 года найден мёртвым с огнестрельным ранением головы на хуторе Обирки, Черниговской области, Украины. По предварительной версии, покончил жизнь самоубийством. Оставил предсмертную записку содержание которой не разглашается.
Был разведён, имел трёх детей.

## Фильмография
- 2001 — «Человек без шляпы» — Режиссёр
- 2002 — «Ёлка» — Режиссёр
- 2003 — «Понятия» — Режиссёр
- 2003 — «Гнев» — Режиссёр
- 2006 — «С табуретом через Гималаи» (три части) — Продюсер, автор сценария
- 2014 — «Война за свой счёт» (совместно с И. Яснием) — Режиссёр
- 2015 — «Добровольцы божьего союза» (совместно с И. Яснием) — Режиссёр
- 2018 — «Миф» (совместно с И. Яснием) — Режиссёр